# Fantoccio di Shepp-Logan

Immagine del fantoccio di Shepp–Logan

Il Fantoccio di Shepp-Logan è una immagine di test creata da Larry Shepp e Benjamin F. Logan per la loro pubblicazione The Fourier Reconstruction of a Head Section (ricostruzione di Fourier della sezione di una testa) edita nel 1974.  Questa immagine è comunemente usata per modellizzare una testa umana, al fine di sviluppare e la testare gli algoritmi di ricostruzione di immagini, specialmente in campo tomografico.

## Definizione
La funzione che descrive il fantoccio è definita come la composizione di 10 ellissi all'interno di un quadrato di dimensione 2x2, diverse per posizione, dimensione e livello di grigio:
| Ellisse | Centro         | Asse maggiore | Asse minore | Rotazione | Livello di grigio |
| ------- | -------------- | ------------- | ----------- | --------- | ----------------- |
| a       | (0,0)          | 0.69          | 0.92        | 0         | 2                 |
| b       | (0,−0.0184)    | 0.6624        | 0.874       | 0         | −0.98             |
| c       | (0.22,0)       | 0.11          | 0.31        | −18°      | −0.02             |
| d       | (−0.22,0)      | 0.16          | 0.41        | 18°       | −0.02             |
| e       | (0,0.35)       | 0.21          | 0.25        | 0         | 0.01              |
| f       | (0,0.1)        | 0.046         | 0.046       | 0         | 0.01              |
| g       | (0,−0.1)       | 0.046         | 0.046       | 0         | 0.01              |
| h       | (−0.08,−0.605) | 0.046         | 0.023       | 0         | 0.01              |
| i       | (0,−0.605)     | 0.023         | 0.023       | 0         | 0.01              |
| j       | (0.06,−0.605)  | 0.023         | 0.046       | 0         | 0.01              |